# Jambu Luwuk
Jambu Luwuk is een bestuurslaag in het regentschap Bogor van de provincie West-Java, Indonesië. Jambu Luwuk telt 6348 inwoners (volkstelling 2010).